# Karl Ruß
Karl Ruß (Baldenburg, 1833. január 14. – Berlin, 1899. szeptember 29.) német író, ornitológus. Eleinte gyógyszerész volt, aztán orvostant tanult Berlinben, ahol 1862-től élt. Fontos szerepet játszott a madarak életének ismertetésében.

## Művei
- In der freien Natur (1 kötet, 2. kiad. Berlin 1875, 2 kötet uo. 1868)
- Meine Freunde (uo. 1866, 2. kiad. uo. 1879)
- Durch Feld und Wald (2. kiad., Lipcse, 1875)
- Natur- und Kulturbilder (Boroszló, 1868)
- Deutsche Heimatsbilder (Berlin, 1872)
- Handbuch für Vogelliebhaber, -züchter und -händler (1 kötet, 3. kiad. Magdeburg, 1887; 2 kötet, 2. kiad. 1881)
- Der Kanarienvogel (4. kiad. Hannover, 1885)
- Die Brieftauba (uo. 1877)
- Fremdländische Stubenvögel (uo. és Magdeburg 1875-88, 4 kötet)
- Vögel der Heimat (Lipcse, 1866-88)
- Der Wellensittich (2. kiad. Magdeburg, 1866)
- Sprechende papageien (2. kiad. uo. 1887)
- Lehrbuch der Stubenvogelpflege (uo. 1888)
- Die Amazonen-Papageien (1896)
- Die Grau-Papageien (1896)

## Magyarul
- K. Beniczky Irma: A mindennapi életből  nőknek, 1-2.; Rusz K., Moleschott, Doebereiner s mások után; Franklin, Bp., 1876
- A kanári tenyésztése és ápolása különös tekintettel a harzi fajra; ford. Klein Ödön; Révai, Bp., 1882
- A kanári gondozása, tenyésztése és betegségeinek gyógyítása; ford. Frigyes László; Magyar Könyvkiadó, Bp., 1937